# ラヴァラの家族
ラヴァラの家族 (Fanmi Lavalas, FL) はハイチの左派政党。ジャン＝ベルトラン・アリスティド元大統領の与党だった。2006年の改選までハイチ議会で下院83議席中73、上院27議席中26と多数派を占めた。
FL は1996年にラヴァラ政治機構 (OPL) からアリスティドと共に分かれた。その残りは闘う人民機構に改称した。ラヴァラの家族の結成理由は2つあった。1つは国外の影響を受けた OPL の新自由主義政策に反対し、ラヴァラの運動を包括的に維持すること、もう1つは日和見主義的な勢力がアリスティドや左派から OPL の運動の主導権を奪うのを防ぐことだった。主な政策は「平等な成長」で、カリブや西欧の社会民主主義の原理の1つである。
2001年から2004年の二期目のアリステッド政権の政策は社会プログラムへの投資、最低賃金の引上げと貧困層への米の配給、フランスへの賠償の請求、IMF による民営化への反対などである。これらは資源の不足と、政治対立、準軍組織による政権への攻撃により頓挫させられた。アメリカ海兵隊員がアリスティドを国外へ連行し、また米国の機関は、多数派であったラヴァラの被選挙者からハイチの政治的な支配を奪うために多くのエリート層による政党に資金提供した。
2004年のクーデター以降1万人以上のラヴァラ支持者が公職を逐われた。中には明らかに贔屓で雇用されたとみられる者もいたが、その他は実際の労働者が政治的迫害で解雇された。世界銀行当局は、この解雇が政府の公共サービスに停滞を引き起したと認めている。これらの労働者や数千のラヴァラの支持者は迫害され、千人以上が投獄され、数千人がジェラール・ラトルチュの暫定政権の治安部隊と準軍組織により殺害された。
2004年のクーデター後の選挙はカナダ、フランス、米国により据えられた暫定政権により再三延期された後2006年に行われた。FL はアリスティドの帰国が認められず、イヴォン・ネプチーヌ、ジェラール・ジャン＝ジュストなど主な人物が政治犯として拘束された状況下で候補者となったのがかつての米国の傀儡候補のマルク・バザンという有様であった。そして草の根の支持者は大統領候補として希望戦線から出馬したルネ・プレバルを圧倒的に支持した。ラヴァラの候補者の大半は選挙をボイコットし、支持者はレスポワに投票した。ラヴァラは1議席となり、ジャック＝エドゥアール・アレクシ首相の与党連合に加入した。
"Fanmi Lavalas" は直訳すると「雪崩（あるいは洪水）の家族」となるがハイチ語からあまり訳されることはない。"Lavalas Family"と訳されることも時々ある。
なお、熱烈なアリスティド支持者にとっては彼は現大統領であり、その多くは帰国を望んでいる。